# Liste der Kulturdenkmäler in Eppstein

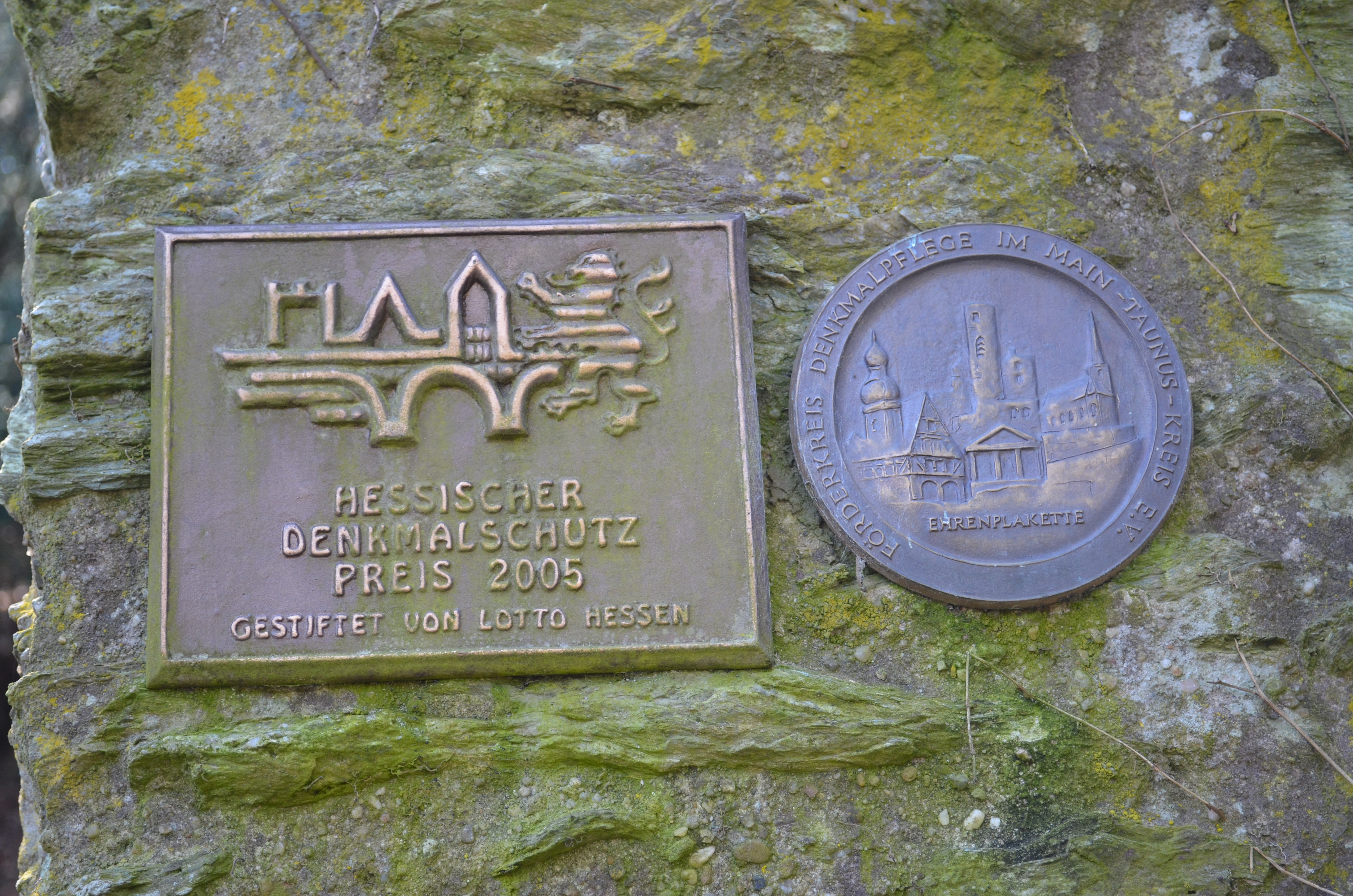
Denkmalschutzplaketten am Eingang Rödelbergweg 1

Die folgende Liste enthält die in der Denkmaltopographie ausgewiesenen Kulturdenkmäler auf dem Gebiet  der  Stadt Eppstein, Main-Taunus-Kreis, Hessen.
Hinweis: Die Reihenfolge der Denkmäler in dieser Liste orientiert sich zunächst an Stadtteilen und anschließend der Anschrift, alternativ ist sie auch nach der Bezeichnung, der vom Landesamt für Denkmalpflege vergebenen Nummer oder der Bauzeit sortierbar.
Kulturdenkmäler werden fortlaufend im Denkmalverzeichnis des Landes Hessen durch das Landesamt für Denkmalpflege Hessen auf Basis des Hessischen Denkmalschutzgesetzes (HDSchG) geführt. Die Schutzwürdigkeit eines Kulturdenkmals hängt nicht von der Eintragung in das Denkmalverzeichnis des Landes Hessen oder der Veröffentlichung in der Denkmaltopographie ab.

## Bremthal
| Bild                              | Bezeichnung                       | Lage                                                                   | Beschreibung | Bauzeit                       | Objekt-Nr. |
| --------------------------------- | --------------------------------- | ---------------------------------------------------------------------- | --- | ----------------------------- | ---------- |
| Pumpstation                       | Pumpstation                       | Bremthal, Bornberganlage LageFlur: 10, Flurstück: 429/4                | Pumpstation der Bremthaler Wasserversorgung, früher Betonbau mit hohem Rustika-Sockel und den auch seitlich auskragenden, geschweiften Blendgiebeln. | 1913                          | 45479 DDB  |
| weitere Bilder                    |                                   | Bremthal, Bornstraße 1 LageFlur: 10, Flurstück: 149/1                  | Giebelständiges, verputztes Fachwerkwohnhaus mit Satteldach und teilweise verschieferter Giebelwand zur Bornstraße hin, Fenstererweiterungen. Zweigeschossiger Rähmbau des 18. Jahrhunderts mit leicht vorkragendem Obergeschoss. Rückseitig ein angebauter Stalltrakt. | 18. Jahrhundert, Scheune 1758 | 45480 DDB  |
|                                   |                                   | Bremthal, Bornstraße 3 LageFlur: 10, Flurstück: 150/1                  | Verputztes, giebelständiges Fachwerkhaus mit leicht überkragendem Obergeschoss. Zugehörig das große Hoftor mit Einfahrtstor und Handpforte in Holzkonstruktion. | Mitte 18. Jahrhundert         | 45481 DDB  |
| Bild gesucht BW                   |                                   | Bremthal, Bornstraße 5 LageFlur: 10, Flurstück: 152/1                  | Schmales, zweigeschossiges Fachwerkwohnhaus, auf einem Steinsockel, der den abschüssigen Grund ausgleicht. | 1767                          | 45482 DDB  |
| Backhaus                          | Backhaus                          | Bremthal, Bornstraße 14 LageFlur: 10, Flurstück: 244/1                 | Das Gemeindebackhaus ist ein Backsteinbau mit farbig abgesetzten Ziergliedern wie Türrahmungen, Gesims, Lisenen. Das Backhaus ist das besterhaltene, allerdings auch jüngste Beispiel im Kreis. | um 1900                       | 45483 DDB  |
| weitere Bilder                    | Ehemalige Schule                  | Bremthal, Bornstraße 18 LageFlur: 10, Flurstück: 305/5                 | Der Backsteinbau des Architekten Carl Belz aus Langenschwalbach mit zwei zu acht Fensterachsen weist ornamentale Variationen im Ziegelmauerwerk und schmuckreiche Fenstereinfassungen auf. Das Haus, dessen Giebelseite durch einen treppenförmigen Abschluss und die Hervorhebung des Eingangs mit einem übergiebelten Risalit betont wird, wurde als Rathaus und als Schule genutzt. | 1903                          | 45478 DDB  |
|                                   |                                   | Bremthal, Bornstraße 21 LageFlur: 10, Flurstück: 128/2                 | Stattliches, verputztes und teilweise verschindeltes Fachwerkwohnhaus, traufständig an der Bornstraße auf sehr hohem, massivem Sockel. Fachwerkobergeschoss leicht überkragend. | 17./18. Jahrhundert           | 45484 DDB  |
| Bild gesucht BW                   |                                   | Bremthal, Gesamtanlage Bremthal Lage                                   | Die Gesamtanlage des Dorfes Bremthal umfasst den alten Ortskern von der Kirche und den sie umgebenden Höfen südlich der Wiesbadener Straße nach Westen bis zur Einmündung der Niederjosbacher Straße. |                               | 45477 DDB  |
| weitere Bilder                    |                                   | Bremthal, Neugasse 1 LageFlur: 10, Flurstück: 179/2                    | Zweigeschossiges, traufständiges Fachwerkwohnhaus. Ein schlichter Rähmbau mit relativ schmalen, z. T. naturwüchsig gekrümmten Hölzern. | 19. Jahrhundert               | 45485 DDB  |
|                                   |                                   | Bremthal, Schäfergasse 3 LageFlur: 10, Flurstück: 93/1                 | Hofreite aus traufständigem, zurückliegendem, zweigeschossigem Wohnhaus mit massiv erneuertem Erdgeschoss, im Winkel dazu Scheune, z. T. in Fachwerk. Traufständig an der Schäfergasse Fachwerkstall. | 18. Jahrhundert               | 45486 DDB  |
| weitere Bilder                    | Katholische Kirche St. Margareta  | Bremthal, Wiesbadener Straße LageFlur: 10, Flurstück: 109/1            | Neugotischer Kirchenbau nach Plänen des Mainzer Diözesanbaumeisters Josef Lucas erbaut. | 1888                          | 45489 DDB  |
| weitere Bilder                    |                                   | Bremthal, Wiesbadener Straße 4 LageFlur: 10, Flurstück: 84/8           | |                               | 53328 DDB  |
| weitere Bilder                    |                                   | Bremthal, Wiesbadener Straße 13 LageFlur: 10, Flurstück: 85/4          | | 18. Jahrhundert               | 45487 DDB  |
|                                   |                                   | Bremthal, Wiesbadener Straße 16/18 LageFlur: 10, Flurstück: 65/5, 66/1 | |                               | 45488 DDB  |
|                                   |                                   | Bremthal, Wiesbadener Straße 20 LageFlur: 10, Flurstück: 63/2          | |                               | 45490 DDB  |
| weitere Bilder                    |                                   | Bremthal, Wiesbadener Straße 23 LageFlur: 10, Flurstück: 121/1         | | 1685                          | 45491 DDB  |
| Bild gesucht BW                   | Scheune                           | Bremthal, Wiesbadener Straße 25 LageFlur: 10, Flurstück: 124/1         | | 1681                          | 45492 DDB  |
| Bild gesucht BW                   | Scheune                           | Bremthal, Wiesbadener Straße 26 LageFlur: 10, Flurstück: 58/2          | | 1791                          | 45493 DDB  |
|                                   |                                   | Bremthal, Wiesbadener Straße 28 LageFlur: 10, Flurstück: 53/3          | |                               | 45494 DDB  |
| Bild gesucht BW                   | Scheune                           | Bremthal, Wiesbadener Straße 29 LageFlur: 10, Flurstück: 145/1         | | 18. Jahrhundert               | 45495 DDB  |
|                                   |                                   | Bremthal, Wiesbadener Straße 30 LageFlur: 10, Flurstück: 53/1          | |                               | 45496 DDB  |
| Zweiseithof Wiesbadener Straße 31 | Zweiseithof Wiesbadener Straße 31 | Bremthal, Wiesbadener Straße 31 LageFlur: 10, Flurstück: 147           | | um 1700                       | 45497 DDB  |
|                                   |                                   | Bremthal, Wiesbadener Straße 33 LageFlur: 10, Flurstück: 168           | |                               | 45498 DDB  |
| Bild gesucht BW                   | Scheune                           | Bremthal, Wiesbadener Straße 37a LageFlur: 10, Flurstück: 164/1, 166   | |                               | 45499 DDB  |
|                                   |                                   | Bremthal, Wiesbadener Straße 40 LageFlur: 10, Flurstück: 44/1          | |                               | 45501 DDB  |
| weitere Bilder                    |                                   | Bremthal, Wiesbadener Straße 42 LageFlur: 10, Flurstück: 42/1          | |                               | 45502 DDB  |

## Ehlhalten
| Bild               | Bezeichnung                    | Lage                                                                              | Beschreibung | Bauzeit                                                     | Objekt-Nr. |
| ------------------ | ------------------------------ | --------------------------------------------------------------------------------- | --- | ----------------------------------------------------------- | ---------- |
| weitere Bilder     |                                | Ehlhalten, Am Brühl 1 LageFlur: 16, Flurstück: 125/1, 125/2                       | Zweiseithof, durch die gegebenen topographischen Verhältnisse von ungewöhnlicher Grundrissbildung; stattliches Wohnhaus des 17./18. Jahrhunderts durch moderne Anbauten stark gestört. Fachwerkscheune des frühen 19. Jahrhunderts auf massivem Sockel                                                                       | 17./18. Jahrhundert                                         | 45505 DDB  |
| Friedhofskreuz     | Friedhofskreuz                 | Ehlhalten, Filgen LageFlur: 1, Flurstück: 276/1                                   | Friedhofskreuz von 1858 aus Sandstein, die Datierung mit Inschrift am barockisierenden Volutensockel. | 1858                                                        | 45523 DDB  |
| Glocke             | Glocke                         | Ehlhalten, Filgen LageFlur: 1, Flurstück: 276/1                                   | Kleine Glocke von 1479, heute in die moderne Trauerhalle integriert | 1479                                                        | 45525 DDB  |
| Bild gesucht BW    | Scheune                        | Ehlhalten, Gräfliche Straße 1a LageFlur: 16, Flurstück: 234                       | Im Hofbereich schräg stehende Scheune; Wohnhaus und Nebenbauten des Zweiseithofes erneuert. Fachwerkkonstruktion mit teilweise massiver Ausmauerung, Garageneinbauten. Tor original erhalten, Sturzbalken mit den typischen diagonalen Rücksprüngen, hier reich profiliert. Datiert am Sturzbalken 1734 Johann Peter Wendel. | 1734                                                        | 45506 DDB  |
| Scheune            | Scheune                        | Ehlhalten, Gräfliche Straße 2 LageFlur: 16, Flurstück: 15/1                       | Stattliche Fachwerkscheune mit massivem Stallteil in unverputztem Bruchsteinmauerwerk. | ca. 1820                                                    | 45507 DDB  |
| Bild gesucht BW    | Scheune                        | Ehlhalten, Gräfliche Straße 4 LageFlur: 16, Flurstück: 13                         | Fachwerkscheune. Hoher Bau mit Satteldach auf Bruchsteinsockel, Weidenstakungen und Lehmausfachungen teilweise erhalten. | zweite Hälfte des 19. Jahrhunderts, umgebaut in Teilen 1920 | 45508 DDB  |
|                    |                                | Ehlhalten, Gräfliche Straße 10 LageFlur: 16, Flurstück: 6/1                       | | 18. Jahrhundert                                             | 45510 DDB  |
| weitere Bilder     | Katholische Kirche St. Michael | Ehlhalten, Kirchstraße 1, Hinter der Kirche LageFlur: 16, Flurstück: 64/1, 337/65 | |                                                             | 45511 DDB  |
| Scheune            | Scheune                        | Ehlhalten, Kirchstraße 3.1 LageFlur: 16, Flurstück: 66                            | | 1766                                                        | 45512 DDB  |
| Bild gesucht BW    |                                | Ehlhalten, Königsteiner Straße 21 LageFlur: 16, Flurstück: 106/1                  | |                                                             | 68128 DDB  |
|                    |                                | Ehlhalten, Langstraße 2.1 LageFlur: 16, Flurstück: 62/2                           | |                                                             | 45514 DDB  |
| Scheunen und Stall | Scheunen und Stall             | Ehlhalten, Langstraße 4 LageFlur: 16, Flurstück: 43, 46/3                         | |                                                             | 45515 DDB  |
| Scheune            | Scheune                        | Ehlhalten, Langstraße 7.1 LageFlur: 16, Flurstück: 141                            | Fachwerkscheune in regelmäßiger Konstruktion mit massivem, ehemaligem Stallteil und einem hier typischen, einseitig über dem Scheunentor angeschleppten Satteldach. Unter Bewahrung der alten Konstruktion 1989 zum Wohnhaus umgebaut.                                                                                       | 1828                                                        | 45516 DDB  |
|                    |                                | Ehlhalten, Langstraße 14 LageFlur: 16, Flurstück: 27/1                            | |                                                             | 45517 DDB  |
|                    |                                | Ehlhalten, Langstraße 18, Langstraße LageFlur: 16, Flurstück: 22/1, 22/2          | | 18./19. Jahrhundert                                         | 45518 DDB  |
| Bild gesucht BW    |                                | Ehlhalten, Langstraße 20 LageFlur: 16, Flurstück: 21/1                            | | 17./18. Jahrhundert                                         | 45519 DDB  |
| Bild gesucht BW    | Scheune                        | Ehlhalten, Langstraße 23 LageFlur: 16, Flurstück: 175/2                           | Fachwerkscheune mit massivem Stallteil. Die stattliche Scheune mit Satteldach und ehemals mittigem Tor seitlich um einen Stallteil erweitert. | frühes 19. Jahrhundert                                      | 45520 DDB  |
| Bild gesucht BW    | Scheune                        | Ehlhalten, Langstraße 37 LageFlur: 16, Flurstück: 203, 204                        | Giebelständige Fachwerkscheune, die in ihrer Lage den historischen westlichen Ortsrand markiert. Sockelgeschoss mit Bruchsteinen gemauert, ungestörte regelmäßige Fachwerkkonstruktion mit kurzen, parallelen Streben, Schwellriegel.                                                                                        | 1777                                                        | 45522 DDB  |
| Bild gesucht BW    | Scheune                        | Ehlhalten, Mühlweg 5 LageFlur: 16, Flurstück: 96/3                                | Scheunengebäude in Ortsbild bestimmenden Lage am Rande des Ortskerns von Ehlhalten. Nadelholzfachwerk in sehr enger und dekorativer Verstrebung, besonders die mehrfach gegenläufig angeordneten Streben an Bund- und Eckpfosten. 1993 zum Wohnhaus ausgebaut.                                                               | 19. Jahrhundert                                             | 45513 DDB  |
| Bild gesucht BW    | Scheune                        | Ehlhalten, Rathausweg 9 LageFlur: 16, Flurstück: 7/2                              | Fachwerkscheune mit niedrigem, massivem Sockel und einem Fachwerkanbau. Ständerbau mit klarem rasterartigem Fachwerk, durchgehenden, symmetrisch gestellten, gekrümmten Streben und Verblattungen der Riegel. | 1631                                                        | 45509 DDB  |
| Wegkreuz           | Wegkreuz                       | Ehlhalten, Schlenker (An der Straße nach Heftrich) LageFlur: 11, Flurstück: 12/3  | Wegkreuz aus Holz, gefasst. Kreuzenden kleeblattförmig gestaltet, am Kreuzfuß rundbogige Nische. Kleiner Corpus in detaillierter, sorgfältiger Ausführung (war zum Zeitpunkt der Aufnahme nicht angebracht). | um 1900                                                     | 45504 DDB  |
| Wegkreuz           | Wegkreuz                       | Ehlhalten, Vor dem Thor LageFlur: 1, Flurstück: 458                               | Wegkreuz mit Volutensockel des 18. Jahrhunderts. Die Barockinschrift innerhalb einer Kartusche aus stilisierten Palmzweigen ist nur in Teilen erhalten. | 18. Jahrhundert                                             | 45524 DDB  |

## Eppstein
| Bild                                    | Bezeichnung                             | Lage | Beschreibung | Bauzeit                                                         | Objekt-Nr. |
| --------------------------------------- | --------------------------------------- | --- | --- | --------------------------------------------------------------- | ---------- |
| weitere Bilder                          | Obermühle                               | Eppstein, Am Herrngarten 5 LageFlur: 1, Flurstück: 1700/1 | | 1879                                                            | 404803 DDB |
| weitere Bilder                          | Bahnhof                                 | Eppstein, Am Stadtbahnhof 1, Am Stadtbahnhof, An der B 455 LageFlur: 1, 12, Flurstück: 1637/6, 1679/6, 1679/7 | | 1877                                                            | 45420 DDB  |
| weitere Bilder                          | Dammmauer Eppstein                      | Eppstein, An der B 455 LageFlur: 12, Flurstück: 1637/6 | | um 1905/10                                                      | 68986 DDB  |
|                                         |                                         | Eppstein, An der Hohl 7 LageFlur: 4, Flurstück: 555/6 | | 1902                                                            | 45415 DDB  |
| weitere Bilder                          | Burg                                    | Eppstein, Auf der Burg 1 und 3, Rossertstraße 1 und 5 LageFlur: 2, Flurstück: 94/224, 102/224, 221, 224/1, 224/2, 225/1, 225/2, 1805/6 | |                                                                 | 45416 DDB  |
| weitere Bilder                          | Grabsteine auf dem alten Friedhof       | Eppstein, Burgstraße o. Nr. LageFlur: 3, Flurstück: 377/377 | |                                                                 | 45417 DDB  |
|                                         |                                         | Eppstein, Burgstraße 2 LageFlur: 5, Flurstück: 1790/31 | | 1887                                                            | 45418 DDB  |
| Frühstückstempel                        | Frühstückstempel                        | Eppstein, Burgstraße 6 LageFlur: 3, Flurstück: 40/380 | |                                                                 | 45419 DDB  |
| Kriegerdenkmal                          | Kriegerdenkmal                          | Eppstein, Burgstraße (zwischen 8 und 10) LageFlur: 3, Flurstück: 377/377 | | 1935                                                            | 45421 DDB  |
|                                         |                                         | Eppstein, Burgstraße 26 LageFlur: 2, Flurstück: 129 | | 18. Jahrhundert                                                 | 45423 DDB  |
| weitere Bilder                          | Katholische Pfarrkirche St. Laurentius  | Eppstein, Burgstraße 31 LageFlur: 2, Flurstück: 4/11 | | 1903                                                            | 45424 DDB  |
| Katholisches Pfarrhaus                  | Katholisches Pfarrhaus                  | Eppstein, Burgstraße 31 LageFlur: 2, Flurstück: 4/11 | | um 1780                                                         | 45425 DDB  |
| Kreuzgrabmal an der katholischen Kirche | Kreuzgrabmal an der katholischen Kirche | Eppstein, Burgstraße 31 LageFlur: 2, Flurstück: 4/11 | | 1863                                                            | 45426 DDB  |
|                                         |                                         | Eppstein, Burgstraße 32 LageFlur: 2, Flurstück: 103/2 | |                                                                 | 45428 DDB  |
| Laufbrunnen                             | Laufbrunnen                             | Eppstein, Burgstraße (vor Nr. 32) LageFlur: 2, Flurstück: 1803/25 | | 1884                                                            | 45427 DDB  |
| Ehemaliger Gasthof zum Hirschen         | Ehemaliger Gasthof zum Hirschen         | Eppstein, Burgstraße 39 LageFlur: 2, Flurstück: 17 | | um 1671                                                         | 45429 DDB  |
|                                         |                                         | Eppstein, Burgstraße 41 LageFlur: 2, Flurstück: 18 | | 1748                                                            | 45430 DDB  |
| Ehemaliges Rathaus                      | Ehemaliges Rathaus                      | Eppstein, Burgstraße 42 LageFlur: 2, Flurstück: 95/1 | | 1902                                                            | 45431 DDB  |
| weitere Bilder                          | Evangelische Pfarrkirche                | Eppstein, Burgstraße 44 LageFlur: 2, Flurstück: 92/7 | |                                                                 | 45432 DDB  |
| weitere Bilder                          |                                         | Eppstein, Burgstraße 45 LageFlur: 2, Flurstück: 20 | | Mitte 18. Jahrhundert                                           | 45433 DDB  |
|                                         |                                         | Eppstein, Burgstraße 50 LageFlur: 2, Flurstück: 88/1, 88/2 | | Frühes 18. Jahrhundert                                          | 45434 DDB  |
| Sachteil: Fachwerkobergeschoss          | Sachteil: Fachwerkobergeschoss          | Eppstein, Burgstraße 51 LageFlur: 2, Flurstück: 18/30 | | 1564                                                            | 45435 DDB  |
|                                         |                                         | Eppstein, Burgstraße 56/58 LageFlur: 2, Flurstück: 84/1, 85/1 | | 1698                                                            | 45436 DDB  |
|                                         |                                         | Eppstein, Burgstraße 62 LageFlur: 3, Flurstück: 613/2 | | 1900                                                            | 45437 DDB  |
|                                         |                                         | Eppstein, Burgstraße 63 LageFlur: 2, Flurstück: 54/1 | |                                                                 | 45438 DDB  |
|                                         |                                         | Eppstein, Burgstraße 65 LageFlur: 2, Flurstück: 56 | |                                                                 | 45439 DDB  |
|                                         |                                         | Eppstein, Burgstraße 75 LageFlur: 2, Flurstück: 72/3 | | 1905                                                            | 45441 DDB  |
| Stanniolfabrik Eppstein                 | Stanniolfabrik Eppstein                 | Eppstein, Burgstraße 83 LageFlur: 2, Flurstück: 77/17 | Von Architekt Carl Wilhelm Plöcker erbautes Kontorgebäude der Stanniolfabrik Eppstein. | 1904                                                            | 45442 DDB  |
|                                         |                                         | Eppstein, Burkhardweg 8 LageFlur: 4, Flurstück: 49/560 | | 1900                                                            | 45443 DDB  |
| Gartenpavillon                          | Gartenpavillon                          | Eppstein, Cuntzstraße 4 LageFlur: 3, Flurstück: 579/5, 579/7 | Kleiner oktogonaler Gartenpavillon mit betontem, vorkragendem Dachgesims, horizontalen Zahnfriesen, acht breitrechteckigen Aussichtsfenstern mit rektangulärer Sprossengliederung und einer den anspruchsvollen Bau auszeichnenden kleinen Kuppel versehen. | 1928                                                            | 45444 DDB  |
| weitere Bilder                          | Villa Bienberg                          | Eppstein, Cuntzstraße 21 LageFlur: 3, Flurstück: 596/2 | | 1880er Jahre                                                    | 45445 DDB  |
|                                         |                                         | Eppstein, Fischbacher Straße 5 LageFlur: 9, Flurstück: 1353/13 | | 1904                                                            | 45446 DDB  |
|                                         |                                         | Eppstein, Gesamtanlage Burg und Stadtkern Lage | |                                                                 | 45411 DDB  |
|                                         |                                         | Eppstein, Gesamtanlage Rossertstraße und Mendelssohnstraße/Burkhardweg Lage | |                                                                 | 45412 DDB  |
| weitere Bilder                          | Kaisertempel                            | Eppstein, Gimbacher Straße 13 LageFlur: 7, Flurstück: 1792/19 | | 1894                                                            | 45474 DDB  |
| Sachteil: Inschrift                     | Sachteil: Inschrift                     | Eppstein, Hintergasse (bei Burgstraße Nr. 69) LageFlur: 2, Flurstück: 62/1 | | 1734                                                            | 45440 DDB  |
|                                         |                                         | Eppstein, Hintergasse 3 LageFlur: 2, Flurstück: 39/1 | | um 1710                                                         | 45447 DDB  |
| weitere Bilder                          |                                         | Eppstein, Hintergasse 7 LageFlur: 2, Flurstück: 23/37 | | 18. Jahrhundert                                                 | 45448 DDB  |
|                                         |                                         | Eppstein, Hintergasse 18 LageFlur: 2, Flurstück: 65/1 | | 17./18. Jahrhundert                                             | 45449 DDB  |
|                                         |                                         | Eppstein, Hintergasse 39 LageFlur: 2, Flurstück: 69 | | Mitte 18. Jahrhundert                                           | 45450 DDB  |
| weitere Bilder                          |                                         | Eppstein, Hintergasse 43 LageFlur: 2, Flurstück: 71/1 | | Mitte 18. Jahrhundert                                           | 45451 DDB  |
| Wegkreuz                                | Wegkreuz                                | Eppstein, In der Fischbach (B 455), Außerhalb Ortslage LageFlur: 6, Flurstück: 1417/2 | | 1869                                                            | 45475 DDB  |
|                                         |                                         | Eppstein, Lorsbacher Straße 9 LageFlur: 12, Flurstück: 1075/1 | | 1901                                                            | 45452 DDB  |
| weitere Bilder                          |                                         | Eppstein, Lorsbacher Straße 11 LageFlur: 12, Flurstück: 1073/1 | | 1913                                                            | 45453 DDB  |
| weitere Bilder                          |                                         | Eppstein, Mendelssohnstraße 4 LageFlur: 4, Flurstück: 56/3 | | um 1900                                                         | 45454 DDB  |
| weitere Bilder                          |                                         | Eppstein, Mendelssohnstraße 6 LageFlur: 4, Flurstück: 55 | | 1903                                                            | 45455 DDB  |
|                                         |                                         | Eppstein, Mendelssohnstraße 17 LageFlur: 4, Flurstück: 558/1 | Zweigeschossige Villa (Architekt Carl Wilhelm Plöcker), mit Eckturm mit Kegeldach von 1904 | 1904                                                            | 45456 DDB  |
| Bogenbrücke                             | Bogenbrücke                             | Eppstein, Neuer Weg o. Nr. LageFlur: 1, Flurstück: 1793/22 | Die steinerne Bogenbrücke über den Schwarzbach war Bestandteil der alten Straße von Langenhain/Wildsachsen nach Eppstein. Sie wurde von 1760 bis 1791 gebaut. | 1760 bis 1791                                                   | 45414 DDB  |
| Postamt                                 | Postamt                                 | Eppstein, Poststraße 5 LageFlur: 1, Flurstück: 1660/37 | | 1904                                                            | 45457 DDB  |
| Villa                                   | Villa                                   | Eppstein, Rödelbergweg 1 LageFlur: 12, Flurstück: 1147/1148 | | 1908/1909                                                       | 45458 DDB  |
| Stadtbefestigung                        | Stadtbefestigung                        | Eppstein, Rossertstraße 1 (unterhalb der Burg) LageFlur: 2, Flurstück: 102/224 | |                                                                 | 45459 DDB  |
|                                         |                                         | Eppstein, Rossertstraße 10 LageFlur: 2, Flurstück: 118/1 | |                                                                 | 45460 DDB  |
| weitere Bilder                          | Ehemalige Schule, heutiges Rathaus      | Eppstein, Rossertstraße 21 LageFlur: 3, Flurstück: 601/2 | Die ehemalige Schule wird seit 1968 als Rathaus genutzt. Architekt war Wilhelm Weigandt aus Wiesbaden. Zweigeschossiger, verputzter Bau auf Sandsteinsockelgeschoss zu sieben Fensterachsen mit vergrößertem mittlerem Intervall, Mansarddach mit Walmgauben. In den Geschossen der Frontseite unterschiedliche Fenstergestaltung, rundbogiger Abschluss im Erd-, rechteckig im Obergeschoss. Betonung der Mittelachse mit dem rundbogigen eingenischten Portal mit ehemaliger Schuluhr im Oberlicht, dem darübersitzenden Fenster mit flankierenden Pilastern und dem drei Achsen übergreifenden Zwerchhaus mit Pilasterrahmung, vier Fenstern und Frontispiz. | 1928                                                            | 45461 DDB  |
| weitere Bilder                          | Evangelisches Pfarrhaus                 | Eppstein, Rossertstraße 24 LageFlur: 3, Flurstück: 292/8 | | 1901                                                            | 45462 DDB  |
|                                         |                                         | Eppstein, Rossertstraße 32 LageFlur: 3, Flurstück: 1513/14 | | um 1900                                                         | 45463 DDB  |
| Neufvilleturm                           | Neufville-Anlage (Sachgesamtheit)       | Eppstein, Theodor-Fliedner-Weg 3/5/7, Am Gehenberg, Auf dem Gehenberg, Auf dem Kleinenberg, Auf dem Wacholder, Jähenberg 5, Kriegerwald LageFlur: 5, 11, 12, Flurstück: 1169/3-8, 1171/1, 1172, 1173, 1174/1-2, 1175, 1176/1, 1177/1, 1178/1-2, 1179/1, 1180, 1182/1-2, 1183/1, 1184-1186, 1187/1, 1191/1, 1192/1, 1193/1, 1195/1-4, 1256, 1791/5-7, 1791/11, 1872/1-2, 1879 | |                                                                 | 45413 DDB  |
| weitere Bilder                          | Lützow'sche Gruft                       | Eppstein, Unter dem Staufenweg (Friedhof) LageFlur: 9, Flurstück: 753/1 | | Anfang 20. Jahrhundert                                          | 45473 DDB  |
| Ehemaliges Brau-/Kelterhaus             | Ehemaliges Brau-/Kelterhaus             | Eppstein, Untergasse o. Nr. LageFlur: 2, Flurstück: 25/1 | Ehemaliges Brau-, dann Kelterhaus, ein Fachwerkbau der in seiner ursprünglichen Gestalt mit Zwerchanbau, Biberschwanzziegeln und Dachreiter einen charakteristischen Ortsakzent setzt. Bei der Restaurierung wurde das Erdgeschoss massiv erneuert und abgängige Hölzer ausgetauscht. Der Dachreiter stammt aus der Zeit nach 1907. | 17./18. Jahrhundert                                             | 45470 DDB  |
|                                         |                                         | Eppstein, Untergasse 3 LageFlur: 2, Flurstück: 7/1 | | 18. Jahrhundert                                                 | 45464 DDB  |
|                                         |                                         | Eppstein, Untergasse 7 LageFlur: 2, Flurstück: 13 | | um 1750                                                         | 45465 DDB  |
|                                         |                                         | Eppstein, Untergasse 11 LageFlur: 2, Flurstück: 217/14 | | 18. Jahrhundert                                                 | 45466 DDB  |
|                                         |                                         | Eppstein, Untergasse 13 LageFlur: 2, Flurstück: 9 | Zweistöckiges, giebelständiges Fachwerkhaus auf hohem Sockel. Rähmkonstruktion ohne Zierelemente, leichter Geschossüberstand, gleichmäßiges Fachwerkbild mit geschosshohen Streben. | spätes 18. Jahrhundert                                          | 45467 DDB  |
|                                         |                                         | Eppstein, Untergasse 15 LageFlur: 2, Flurstück: 10/1 | Traufständiges, verputztes Fachwerkwohnhaus mit auffallend steilem Satteldach, zweigeschossig mit schmalem Geschossüberstand. | um 1850                                                         | 45468 DDB  |
|                                         |                                         | Eppstein, Untergasse 21 LageFlur: 2, Flurstück: 9/23 | Zweistöckiges Fachwerkwohnhaus, Erdgeschoss massiv unterfangen. Rähmkonstruktion in zwei Abschnitten. Mannfiguren mit Kopfstrebe, Gegenstrebe und Halsriegel an den Eckständern. | erste Hälfte 18. Jahrhundert                                    | 45469 DDB  |
| Ehemaliges evangelisches Pfarrhaus      | Ehemaliges evangelisches Pfarrhaus      | Eppstein, Untergasse 23 LageFlur: 2, Flurstück: 26/3 | Geburtshaus Theodor Fliedners, des Begründers der weiblichen Diakonie in der evangelischen Kirche und Mitbegründers der Inneren evangelischen Mission. Voluminöser zweigeschossiger Rähmbau mit Krüppelwalm in – bis auf das schmuckvolle hofseitige Obergeschoss des Ursprungsbaus – schlichtem, konstruktivem Fachwerk. | 1725 errichtet, erweitert 1795 und 1805 (straßenseitiger Anbau) | 45471 DDB  |

## Niederjosbach
| Bild            | Bezeichnung                    | Lage                                                            | Beschreibung | Bauzeit                  | Objekt-Nr. |
| --------------- | ------------------------------ | --------------------------------------------------------------- | ------------ | ------------------------ | ---------- |
|                 |                                | Niederjosbach, Am Josbach 1 LageFlur: 6, Flurstück: 36/7        |              |                          | 45528 DDB  |
| weitere Bilder  |                                | Niederjosbach, Am Josbach 2 LageFlur: 6, Flurstück: 34/1        |              | 1737                     | 45529 DDB  |
| weitere Bilder  |                                | Niederjosbach, Eppsteiner Straße 5 LageFlur: 6, Flurstück: 88/1 |              | Ende 17./18. Jahrhundert | 45531 DDB  |
| Bild gesucht BW | Gesamtanlage Niederjosbach     | Niederjosbach Lage                                              |              |                          | 45527 DDB  |
| weitere Bilder  | Katholische Kirche St. Michael | Niederjosbach, Kirchgasse 3 LageFlur: 6, Flurstück: 52/3        |              | 1928                     | 45532 DDB  |
| weitere Bilder  |                                | Niederjosbach, Kirchgasse 7 LageFlur: 6, Flurstück: 48/3        |              | 1796                     | 45533 DDB  |
| weitere Bilder  |                                | Niederjosbach, Obergasse 5 LageFlur: 6, Flurstück: 35/7         |              | 18. Jahrhundert          | 45534 DDB  |
|                 |                                | Niederjosbach, Zum Zimmerplatz 2 LageFlur: 17, Flurstück: 1/4   |              |                          | 45530 DDB  |

## Vockenhausen
| Bild            | Bezeichnung                                            | Lage | Beschreibung | Bauzeit                | Objekt-Nr. |
| --------------- | ------------------------------------------------------ | --- | --- | ---------------------- | ---------- |
| Bild gesucht BW |                                                        | Vockenhausen, Am Heiligenwald 2 LageFlur: 7, Flurstück: 629/176                                            | | 1933/34                | 45536 DDB  |
| Bild gesucht BW | Embsmühle                                              | Vockenhausen, An der Embsmühle 10 LageFlur: 1, Flurstück: 34/6                                             | | 1860                   | 45537 DDB  |
| Bild gesucht BW | Landhausartige Villa (Villa Weckerling, Haus Waldburg) | Vockenhausen, Hauptstraße 7a, Hof Häusler Wald LageFlur: 10, 12, Flurstück: 110/59, 111/82, 113/56, 117/99 | | zwischen 1876 und 1904 | 953356 DDB |
| Bild gesucht BW | Schmelzmühle                                           | Vockenhausen, Hauptstraße 13.4/13.5/13.6 LageFlur: 9, Flurstück: 172/8                                     | | ab 1800                | 45538 DDB  |
|                 |                                                        | Vockenhausen, Hauptstraße 114.1 LageFlur: 5, Flurstück: 27/1                                               | |                        | 45539 DDB  |
| weitere Bilder  |                                                        | Vockenhausen, Hauptstraße 128 LageFlur: 3, Flurstück: 142/23                                               | | 1886                   | 45540 DDB  |
| weitere Bilder  | Katholische Kirche St. Jakobus                         | Vockenhausen, Kirchenpfad 2 LageFlur: 6, Flurstück: 144/3                                                  | | 1785                   | 45541 DDB  |
| Bild gesucht BW | Hof Häusel heute evangelisches Missionshaus            | Vockenhausen, Ober der Linde LageFlur: 10, Flurstück: 18/5                                                 | Der stattliche, zweigeschossige Wohnhausneubau in expressionistischer Gestaltung des oberen Hofs Häusel wurde durch den Architekten Fritz Voggenberger für den jüdischen Hofbesitzer Wilhelm Paderstein erbaut, der 1938 emigrierte. Das dazugehörige schmiedeeiserne Vorgartenportal zeigt Pflanzenformen in Jugendstilornamentik, zugleich Stilelemente der dreißiger Jahre, datiert 1934 (Kunstschlosser Fritz Stein). Der Vorgarten mit geplanter Anlage in zeittypischer Bepflanzung ist ein wertvolles – da seltenes – Beispiel der Gartenarchitektur jener Zeit. | 1922                   | 45542 DDB  |
| Bild gesucht BW | Wegkreuz                                               | Vockenhausen, Obere Galgenäcker LageFlur: 11, Flurstück: 14                                                | Wegkreuz aus Kalkstein, auf Sockel mit Inschrift stehend. Gestiftet von Johann Georg und Magdalena Ickstatt, den Eltern des später geadelten bedeutenden Juristen Johann Adam Freiherr von Ickstatt. Ungewöhnliche Gestaltung des Kreuzstammes. Auf der Kreuzfläche ist zwischen erhabenen Randleisten das Relief eines weiteren Kreuzes mit Corpus und Kreuztitel wiedergegeben, sowie am Fuß dieses Kreuzes die schematische Darstellung eines Totenschädels und eine gelagerte weibliche Gestalt (Maria Magdalena?). Sockelinschrift mit unechtem Chronogramm, dieses zum Schluss noch einmal in arabischen Ziffern bezeichnet, Buchstaben teils Fraktur, teils Kapitalis. | 1736                   | 45545 DDB  |
| Bild gesucht BW | Scheune                                                | Vockenhausen, Pfarrer-Reuter-Straße 6 LageFlur: 6, Flurstück: 75/1                                         | |                        | 45543 DDB  |
| Bild gesucht BW |                                                        | Vockenhausen, Taunusstraße 4 LageFlur: 6, Flurstück: 47/2                                                  | | 1875                   | 45544 DDB  |